# УЕФА Лига нација
УЕФА Лига нација (енгл. UEFA Nations League) јесте међународно фудбалско такмичење националних сениорских репрезентација чланица УЕФА.
Прва сезона такмичења почела је у септембру 2018, након Светског првенства у фудбалу које се те године одржало у Русији, а први победник је била репрезентација Португалије. Лига нација треба да замени пријатељске утакмице и тиме постане треће највеће такмичење европских репрезентација, одмах након Светског и Европског првенства.
Репрезентације су подељене у четири дивизије по рангу (А, Б, Ц и Д), прве три дивизије имају по четири групе, са по четири репрезентације, док у дивизији Д имају две групе, са по четири и три репрезентације. Победници сваке групе пласирају се на фајнал фор, док ће победници сваке дивизије изборити пласман на Европско првенство. Ако пласман на првенство преко Лиге нације избори екипа која се пласирала преко редовних квалификација, на њено место пребацује се наредна екипа по пласману. Такође, најбоља репрезентација из своје групе обезбедиће пласман у вишу дивизију, док најслабија испада у нижу.
Права на ТВ преносе у Србији, Хрватској, Босни и Херцеговини, Црној Гори, Словенији и Северној Македонији има телевизија Арена спорт.

## Усвајање
Октобра 2013, Ингве Хален, председник Фудбалског савеза Норвешке, потврдио је да се разговара о оснивању трећег међународног такмичења за репрезентације чланице УЕФА-е, али је упозорио да се све тек замишља.
У марту 2014, Ђани Инфантино, тада генерални секретар УЕФА-е, изјавио је да ће једна од предности предложеног такмичења бити помоћ мање истакнутим савезима у сређивању игре сопствене репрезентације. Грег Дајк, тада председник Фудбалског савеза Енглеске, изјавио је да ће такмичење бити веома привлачно, јер се очекује да ће Енглеска моћи да игра против најбољих европских репрезентација. Стивен Мартенс, генерални секретар Фудбалског савеза Белгије, рекао је да ће ниже позициониране репрезентације имати финансијске користи од такмичења јер ће телевизијски уговор са УЕФА-ом бити централизован.

## Формат такмичења
Према одобреном формату (пре него што је тзв. Косово постало члан УЕФА-е), а сада 55 репрезентација (укључујући тзв. Косово), биће подељено у четири дивизије, односно Лиге. 12 репрезентација у Лиги А, 12 у Лиги Б, 15 у Лиги Ц и 16 у Лиги Д. Репрезентације из Лиге А ће се такмичити за победника Лиге нација, док ће се тимови из осталих лига такмичити за пролаз у вишу дивизију или испадање у нижу. УЕФА Лига нација ће бити повезана са квалификацијама за Европско првенство обезбеђујући тиме репрезентацијама још једну шансу да се кроз плеј-оф пласирају на Европско првенство. Лига нација је такође намењена да буде део будућих квалификација за Светско првенство.

### Повезаност са Европским првенством
УЕФА Лига нација је повезана са квалификацијама за Европско првенство, обезбеђујући репрезентацијама нову шансу да се квалификују на Европско првенство.
Свака дивизија има четири групе, победници група обезбеђују пласман у полуфинале те дивизије. Ако је победник групе већ обезбедио пласман на Европско првенство кроз квалификације, његово место у полуфиналу заузеће наредна екипа у групи, која није обезбедила учешће на првенству. Уколико мање од четири тима из целе дивизије није обезбедило пласман на Европско првенство, преостало место у полуфиналу те дивизије заузеће екипа из ниже дивизије. У полуфиналу, најбоље рангирана репрезентација играће против најгоре рангиране, док ће друга најбоље рангирана репрезентација играти против треће најбоље рангиране. Најбоље рангирана селекција играће у полуфиналу кући, док ће се локација финала одлучивати жребом двоје финалиста. Ово се примењује у све четири дивизије, победници обезбеђују пласман на Европско првенство, на коме учествују 24 репрезентације.

### Повезаност са Светским првенством
УЕФА Лига нација је повезана са квалификацијама за Светско првенство, обезбеђујући репрезентацијама нову шансу да се квалификују на Светско првенство. Лига нација ће бити кориштена први пут заједно са квалификацијама за Светско првенство 2022, које ће бити прилагођене броју доступних места.

## Дивизије
У Лиги нација учествује 55 европских репрезентација, које су подељене у четири дивизије. Репрезентације су подељене по дивизијама на основу пласмана националних тимова на УЕФА листи националних коефицијената.
Дивизије:
| Дивизија А | Дивизија Б | Дивизија Ц | Дивизија Д                                                          |
| --- | --- | --- | ------------------------------------------------------------------- |
| Португалија · Холандија · Швајцарска · Белгија · Француска · Шпанија · Италија · Данска · Хрватска · Пољска · Немачка · Мађарска · Шкотска · Израел · Босна и Херцеговина · Србија · | Аустрија · Чешка · Енглеска · Велс · Исланд · Украјина · Норвешка · Финска · Република Ирска · Црна Гора · Словенија · Албанија · Турска · Грчка · Казахстан · Грузија · | Јерменија · Румунија · Шведска · Северна Ирска · Словачка · Бугарска · Северна Македонија · Косово* · Белорусија · Кипар · Литванија · Луксембург · Азербејџан · Фарска Острва · Естонија · Летонија · | Гибралтар · Молдавија · Лихтенштајн · Андора · Малта · Сан Марино · |

## Финала
| Сезона   | Домаћин     |             | Финале      | Финале         | Финале      |                | Утакмица за треће место | Утакмица за треће место | Утакмица за треће место |
| Сезона   | Домаћин     | Победник    | Резултат    | Финалиста      | Треће место | Резултат       | Четврто место           |                         |                         |
| -------- | ----------- | ----------- | ----------- | -------------- | ----------- | -------------- | ----------------------- | ----------------------- | ----------------------- |
| 2018/19. | Португалија | Португалија | 1:0         | Холандија      | Енглеска    | 0:0 (пен. 6:5) | Швајцарска              |                         |                         |
| 2020/21. | Италија     |             | Француска   | 2:1            | Шпанија     |                | Италија                 | 2:1                     | Белгија                 |
| 2022/23. | Холандија   |             | Шпанија     | 0:0 (пен. 5:4) | Хрватска    |                | Италија                 | 3:2                     | Холандија               |
| 2024/25. | Немачка     |             | Португалија | 2:2 (пен. 5:3) | Шпанија     |                | Француска               | 2:0                     | Немачка                 |